# Grup Vichy Catalan
Grup Vichy Catalan («Premium Mix Group S.L.») és una empresa catalana dedicada a l'embotellament i la distribució d'aigua. La marca Vichy Catalán va ser creada l'any 1890 (segons algunes fonts, es va registrar la marca l'1 de maig de 1890 i es va inaugurar la planta el 22 de desembre de 1889) pel metge i cirurgià Modest Furest i Roca després de comprar els terrenys de la deu de Caldes de Malavella, i descobrir les propietats mineromedicinals de les seves aigües termals. Gestiona el Balneari Vichy Catalán.
El 1990 es crea Grup Vichy Catalán, que aplega les societats anònimes Vichy Catalán i Malavella, SA, totes dues situades a Caldes de Malavella (Girona), Font d'Or, SA, amb la seva seu de Sant Hilari Sacalm (Girona), Les Creus, SA, de Maçanet de Cabrenys (Girona), i Font del Regàs, SA, situada al Parc Natural del Montseny, a Arbúcies (Girona). A la fi del 1994 continua la política d'expansió amb l'adquisició de l'empresa gallega Aguas de Mondáriz - Fuente del Val, SA. El 1999 l'estratègia de diversificació impulsa la participació en el mercat dels sucs amb la compra de l'empresa Jugos Canarios, que fabrica els sucs i nèctars de fruita Lambda. El 2004 incorpora Monte Pinos, una societat situada a Almazán (Sòria).
El grup compta amb l'Hotel Balneari Vichy Catalan instal·lacions creades el 1890, van fer el seu 125è aniversari el 2015, que aporten el 3% de la xifra de negocis de la companyia. El 2015 tenia una plantilla de 550 empleats i el 2014 unes vendes de 103 milions d'euros.
El 2023 Joan Renart Cava, de 86 anys, va completar el procés de traspàs a la seva família de la presidència de la matriu Societat Anònima Vichy Catalan, en la seva filla Irene Renart Montalat, mentre que mantenia l'estructura executiva, que ja era a càrrec del seu altre fill Joan Renart Montalat com a conseller delegat. De l'empresa matriu en depenen la seva principal filial productora i comercialitzadora de begudes Premium Mix Group SL, així com el balneari de Caldes de Malavella i un hotel a Madrid. El 2022 la xifra global de negoci de la filial de begudes fou de 133,5 milions d'euros, i el benefici d'1,58 milions d'euros, amb una plantilla de 410 persones.